# Heinrich Drake (Bildhauer)

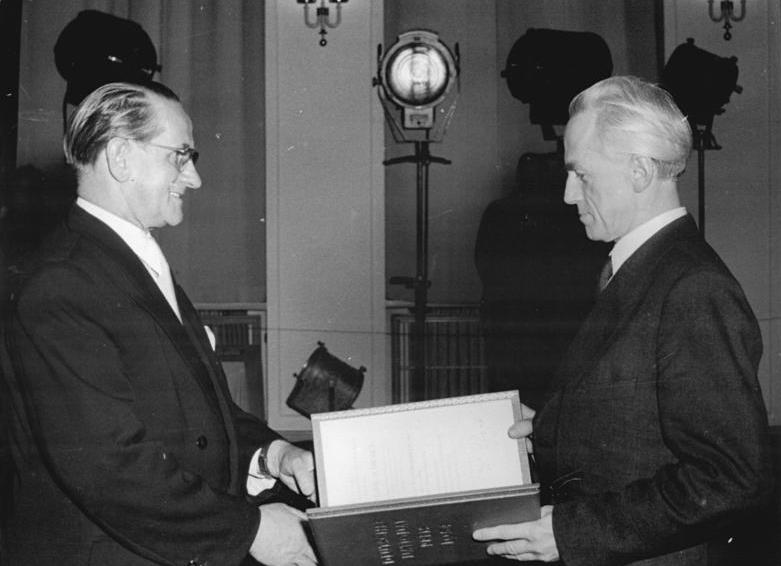
Heinrich Drake (rechts) erhält 1954 den DDR-Nationalpreises

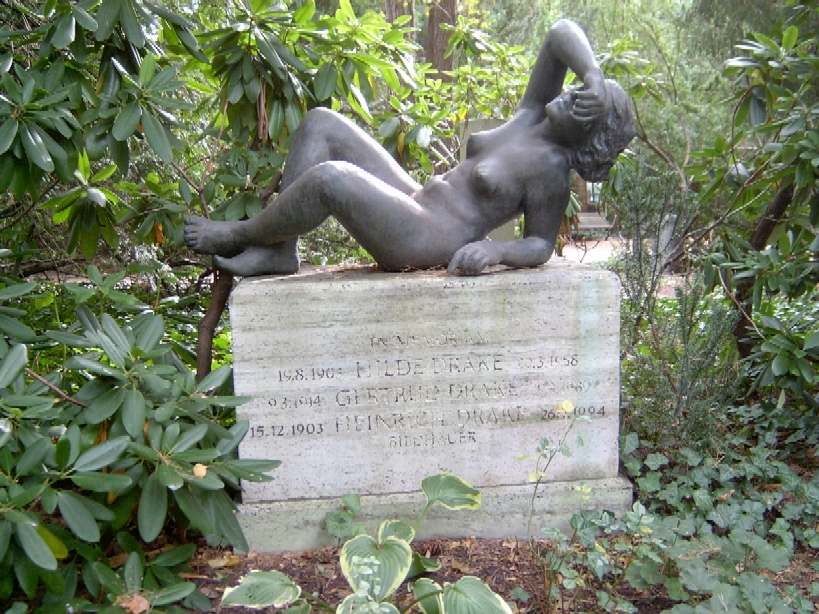
Grab von Heinrich Drake auf dem Friedhof Pankow III mit "seiner" Bronzeskulptur Die Liegende

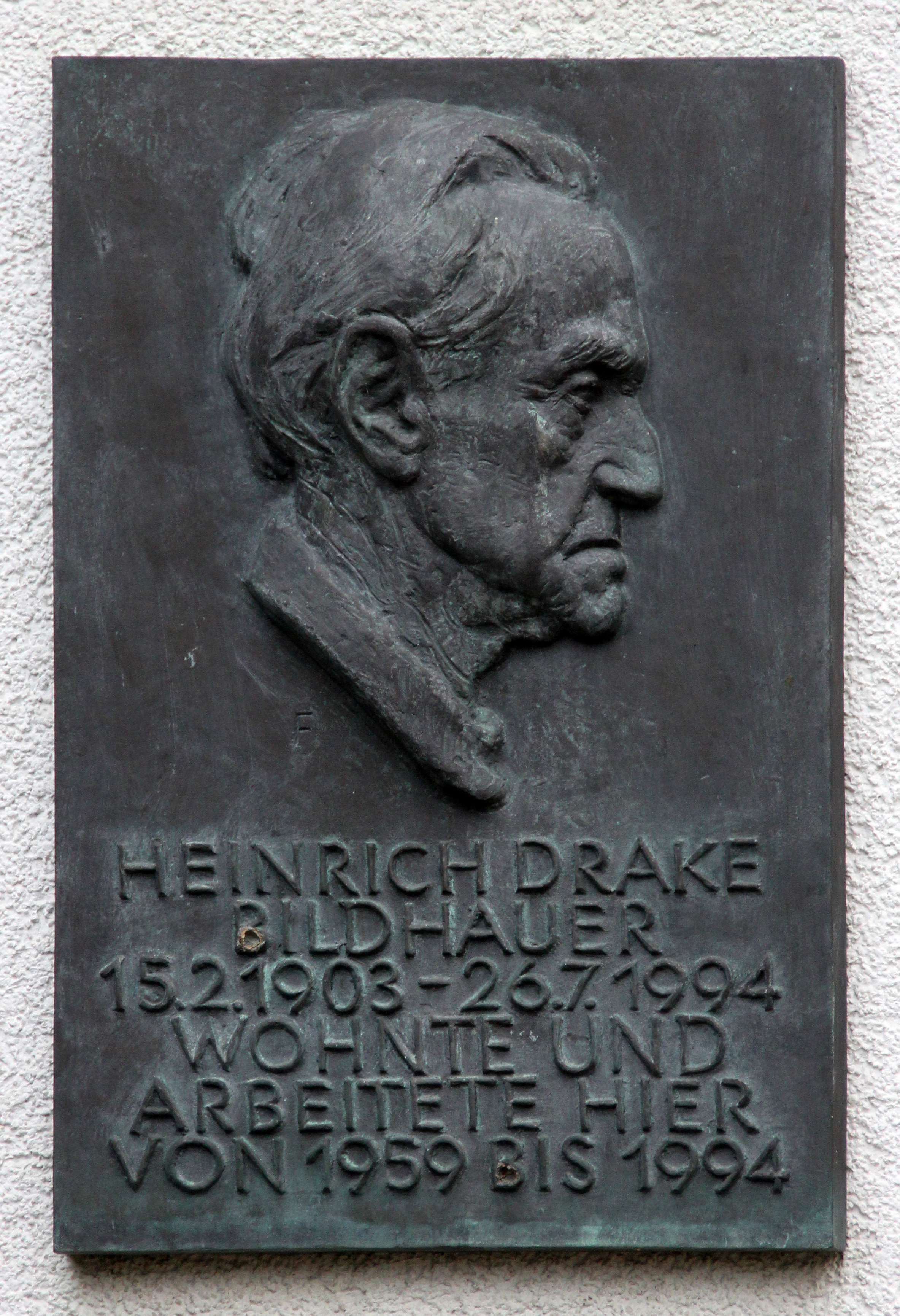
Gedenktafel am Haus, Hochlandstraße 13 in Berlin-Rahnsdorf

Heinrich Drake (* 15. Februar 1903 in Ratsiek, Lippe; † 26. Juli 1994 in Berlin) war ein deutscher Bildhauer.

## Leben
Nach einer abgebrochenen Tischlerlehre absolvierte Drake 1918 bis 1921 eine Ausbildung zum Schuhmacher und arbeitete bis 1923 in dem Beruf. Von 1924 bis 1927 erlernte er das Holzschnitzerhandwerk in Detmold, anschließend studierte er von 1927 bis 1929 bei Karl Albiker an der Staatlichen Akademie für Kunstgewerbe in Dresden, um danach bis 1940 als freischaffender Künstler zu arbeiten und parallel bei Georg Kolbe zu studieren.
In der Zeit des Nationalsozialismus war Drake Mitglied der Reichskammer der bildenden Künste. Er war in dieser Zeit auf mindestens zwölf Ausstellungen vertreten, vor allem Ausstellungen des Vereins Berliner Künstler, aber auch 1939/40 mit zwei Tierplastiken auf der Großen Deutschen Kunstausstellung in München und 1940 auf der Frühjahrsausstellung der Preußischen Akademie der Künste. 1940 erhielt er ein Stipendium der Deutschen Akademie Rom Villa Massimo, an das sich ein Aufenthalt in Florenz anschloss.
1942 bis 1945 war er in Berlin kriegsdienstverpflichtet.
Nach dem Krieg arbeitete Drake als Zeichenlehrer an der Lilienthal-Oberschule in Berlin-Lichterfelde und war 1946 Gründungsmitglied der Kunsthochschule Berlin-Weißensee, wo er bis zur Emeritierung 1969 als Hochschullehrer und Leiter der Abteilung Plastik wirkte. 1954 wurde er zum Mitglied der Deutschen Akademie der Künste ernannt. Zu seinen Meisterschülern gehörten dort u. a. Karl Blümel, Wilfried Fitzenreiter und Fritz Ritter. 1958 bis 1961 war Drake Sekretär der Sektion Bildende Kunst Akademie. In den 1950er und 1960er Jahren unternahm Drake Bildungsreisen nach China, Vietnam und Georgien. Seit 1975 war er Mitglied der Sektionsleitung Plastik im Verband Bildender Künstler der DDRDrake hatte in der DDR und im Ausland eine bedeutende Zahl von Einzelausstellungen und Ausstellungsbeteiligungen, unter anderem von 1946 bis 1988 an allen Deutschen Kunstausstellungen bzw. Kunstausstellungen der DDR in Dresden.
An seinem ehemaligen Wohnort, Berlin-Rahnsdorf, Hochlandstraße 13, erinnert eine Gedenktafel an ihn.
Die letzte Ruhe fand er auf dem Friedhof Pankow III.

## Auszeichnungen (Auswahl)
- 1954 und 1965: Nationalpreis der DDR, II. Klasse
- 1963: Kunstpreis des FDGB
- 1983: Hans-Grundig-Medaille
- 1978 und 1989: Vaterländischer Verdienstorden in Gold
- 1984: Goethe-Preis der Stadt Berlin

## Werke (Auswahl)
Das frühe Werk von Drake umfasste Porträts in großen und derben ausdrucksvollen Formen (Fritz Cremer, Frauenportrait) und ab 1934 schuf er filigrane Akte und Tierplastiken. Nach 1945 befasste er sich mit Großplastik (Karl-Marx-Büste), um ab den 1950er Jahren vielseitig zu gestalten. Der Landesverband Lippe zeigt einige seiner Werke zusammen mit Werken des Bildhauers Karl Ehlers in einer Dauerausstellung im Schloss Brake.
- 1929/30: Zebra, Silber, Detmold Landesmuseum
- 1930: Fritz Cremer, Bronzebüste
- 1930: Giraffe von 1930 und 1934/35: Shetlandpony; 1956 ausgeformt in Meißner Porzellan
- 1930: Die Liegende, wurde auf Drakes-Grabstein aufgestellt und bereits zweimal dort von Dieben entwendet, zuletzt im Februar 2025[5]
- 1931: Frauenportrait, Bronze
- 1936: Jüngling, Bronze, in der Nationalgalerie Berlin
- 1936: Panther, Bronze, Altenburg, Staatliches Lindenau-Museum
- 1936: Stier, Bronzeguss 1956, Standort Michael-Brückner-Straße 1/Ecke Sterndamm, Grünanlage vor dem S-Bahnhof Schöneweide[6]
- 1936/37: Zwei Fohlen, Bronzestatue, 1954 mindestens in zwei Exemplaren abgegossen: Aufstellung 1954–1956 im FEZ, An der Wuhlheide 197; Zweitguss 1956 im Tierpark Berlin[6]
- 1938: Jaguar, Bronzeguss in der Fa. Seiler und Siebert in Schöneiche bei Berlin[7], mehrere Nachgüsse
- 1938: Pony und Hochlandstier in Warnemünde, 1961 hier aufgestellt, der Ponyhengst wurde als Zweitguss hergestellt und befindet sich in Berlin-Johannisthal, Springbornstraße 250, auf dem Schulhof einer Grundschule[6]
- 1938: Hochllandstier: Zweitguss 1956, 1957 aufgestellt im Tierpark Berlin[6]
- 1949: Junge Frau, Bronze, Berlin (in der Schwimmhalle des Sportforums); Zweitguss in der Elbeschwimmhalle Magdeburg[8]
- 1953: Pantherkatze Granit, Berlin-Köpenick, im Luisenhain[6]
- 1954: Karl Marx-Büste, Granit, Berlin-Friedrichshain, am Strausberger Platz
- 1956: Prof. Wuken-ming, Bronze
- 1957: Jaguar (Zweitguss), 1958 aufgestellt im Amalienpark in Berlin-Pankow[7]
- 1960: Jaguar, Bronzeguss (Drittguss), Schlosspark Altenburg[6]
- 1961: Hans Lembke, Bronzeguss, in der Landwirtschaftlichen Fakultät der Humboldt-Universität Berlin[9]
- 1964/65: Denkmal für Heinrich Zille in Berlin (Köllnischer Park, am Märkischen Museum) und vor der Heinrich-Zille-Schule in Radeburg[10]
- 1970 (ca.): Jaguar (Abguss), Standort Bernau, Skulpturensammlung der Waldsiedlung[11]
- 1971: Landespräsident Heinrich Drake, Bronzebüste in Detmold[12]
- 1975: Goethe und die Muse am Marienbader Goethewanderweg, VEB Lauchhammer[13]
- 1976/77: Besinnung, Bronzeplastik
- 1981: Albert Einstein, Bronzebüste
- 1982/83: Stehender Knabe, Bronzestatue
- 1987: Hans-Jürgen Treder, Bronzestatuette

## Galerie

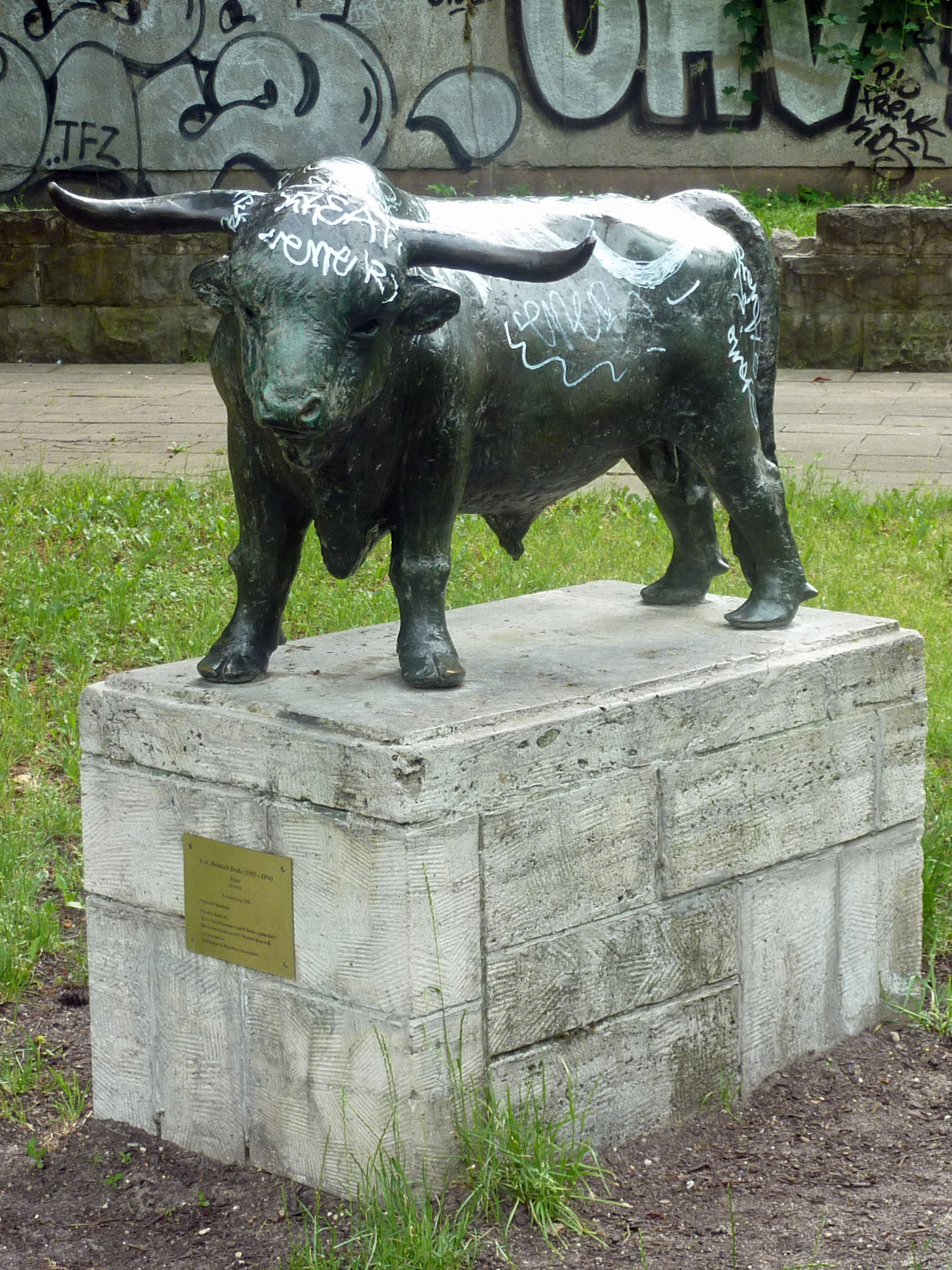
Hochlandstier (1936) Berlin-Niederschöneweide
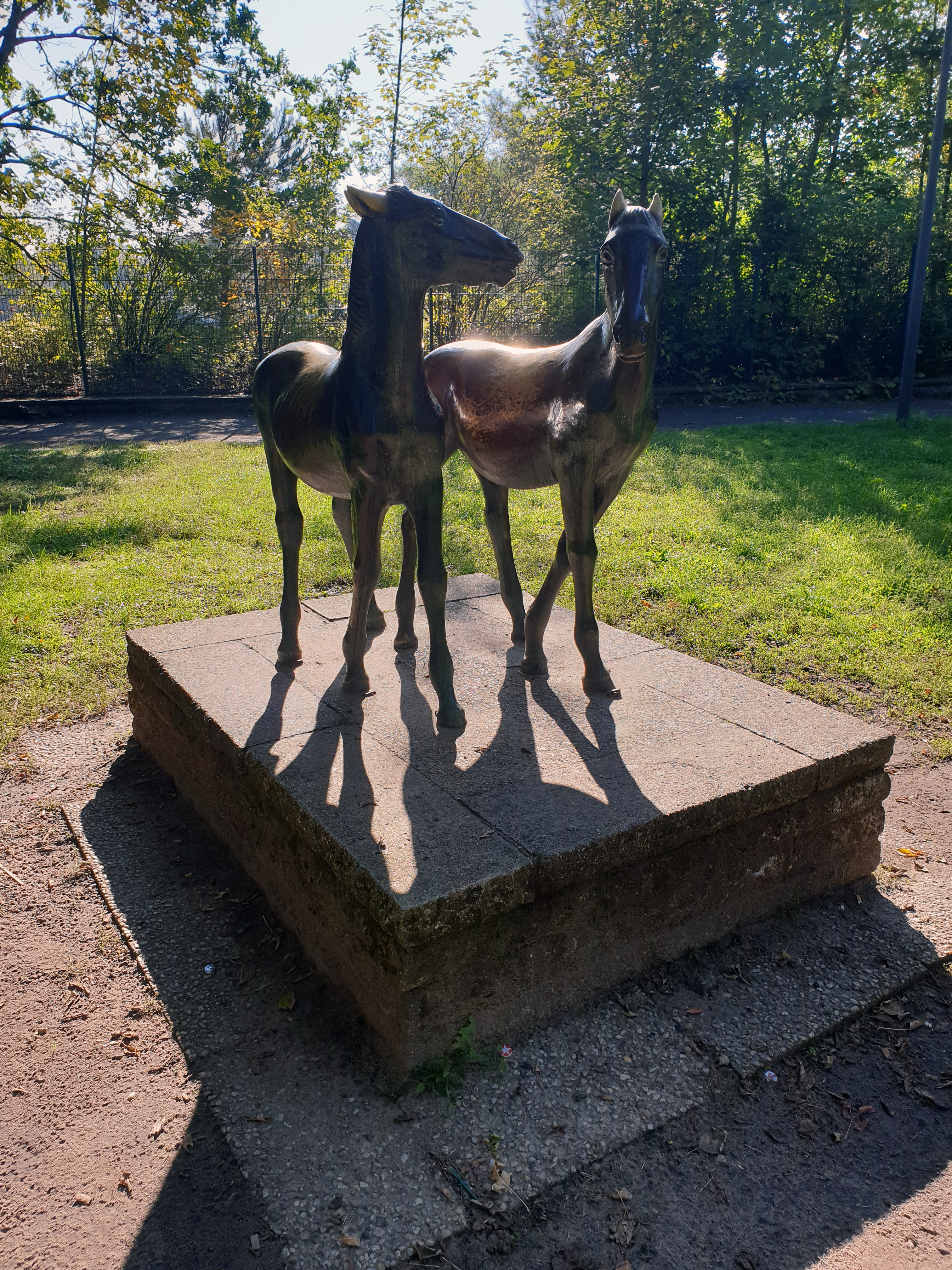
Zwei Fohlen (1937) Berlin-Oberschöneweide
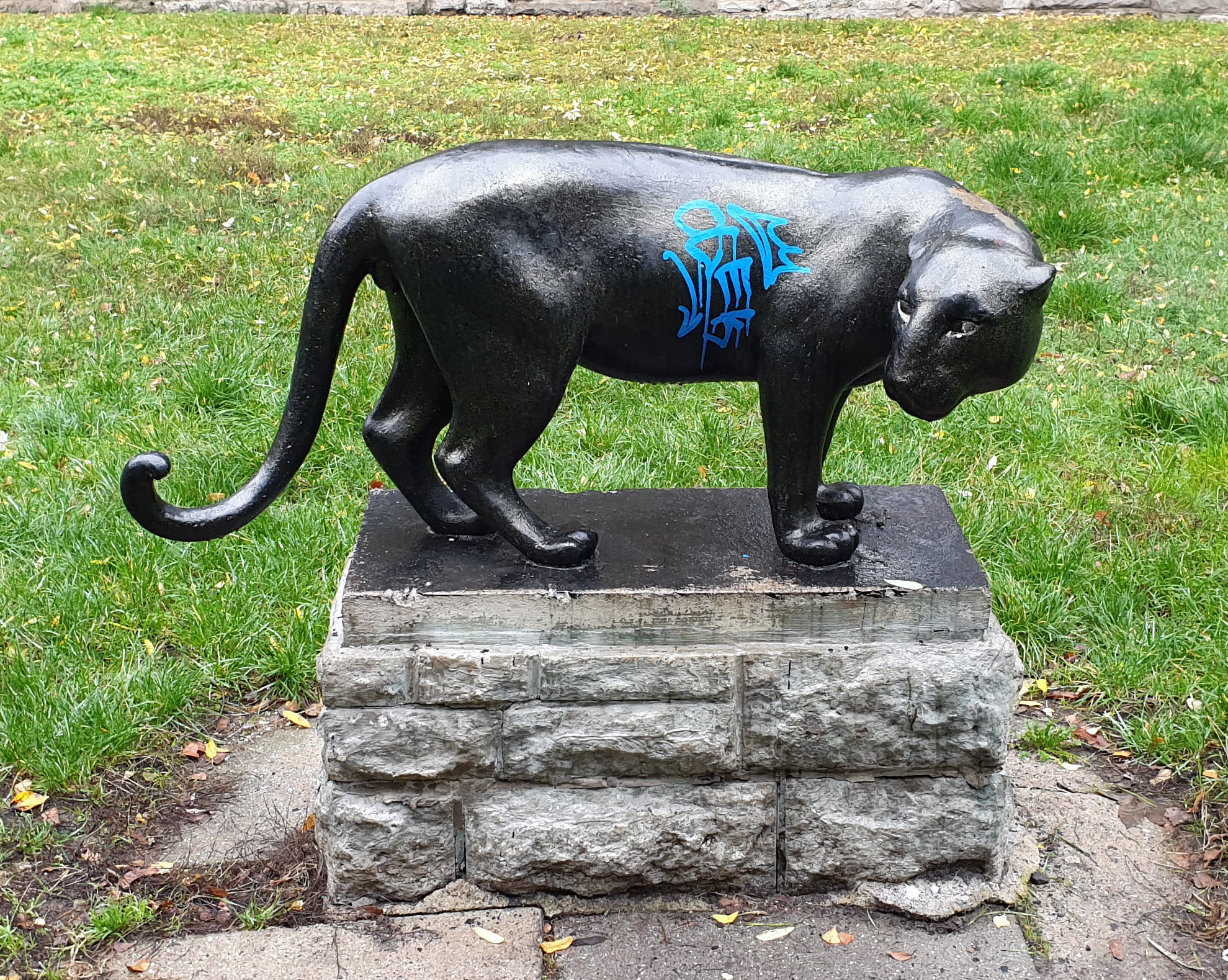
Jaguar (1938) Berlin-Weißensee
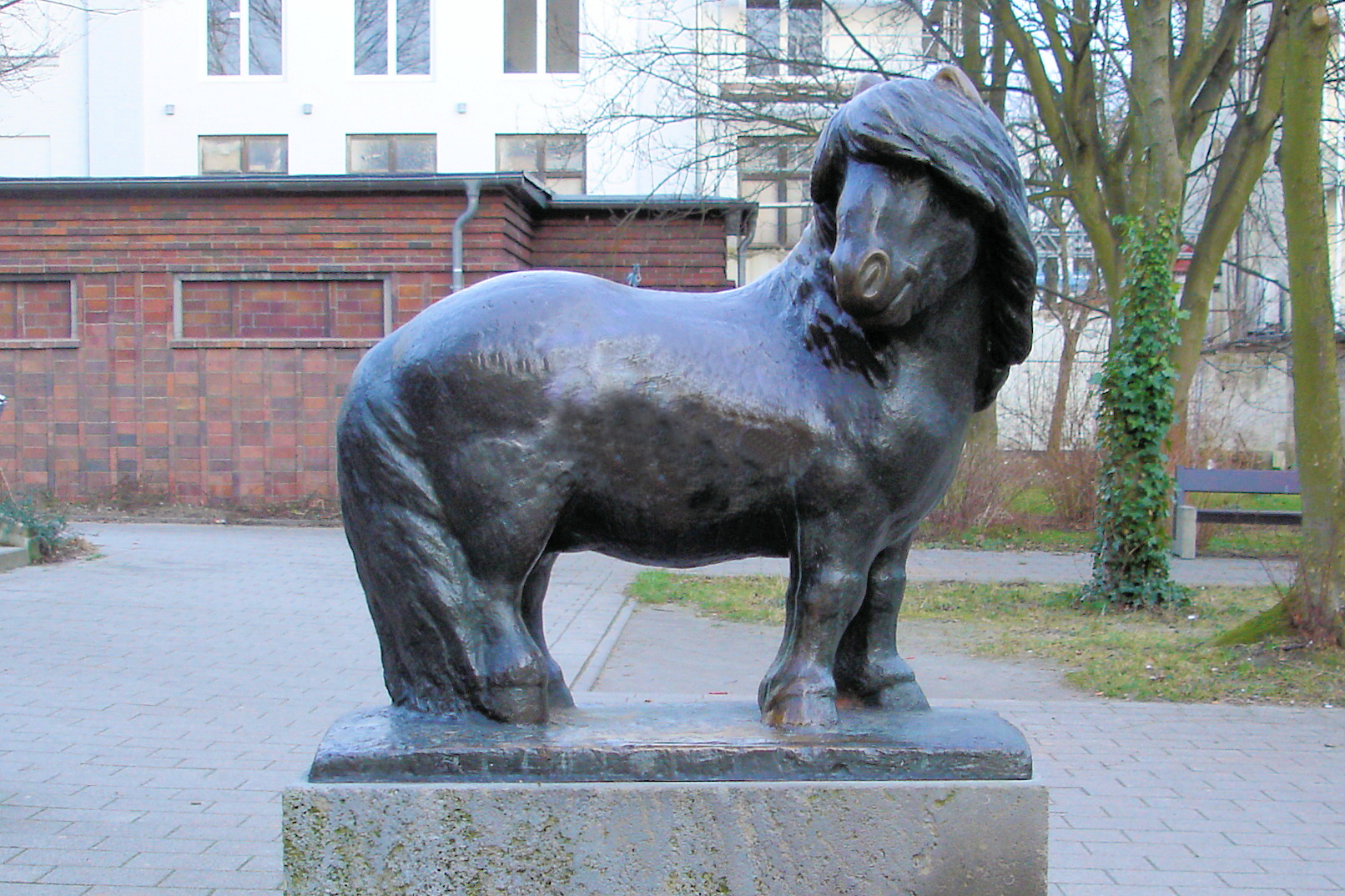
Shetlandpony (1938) Warnemünde
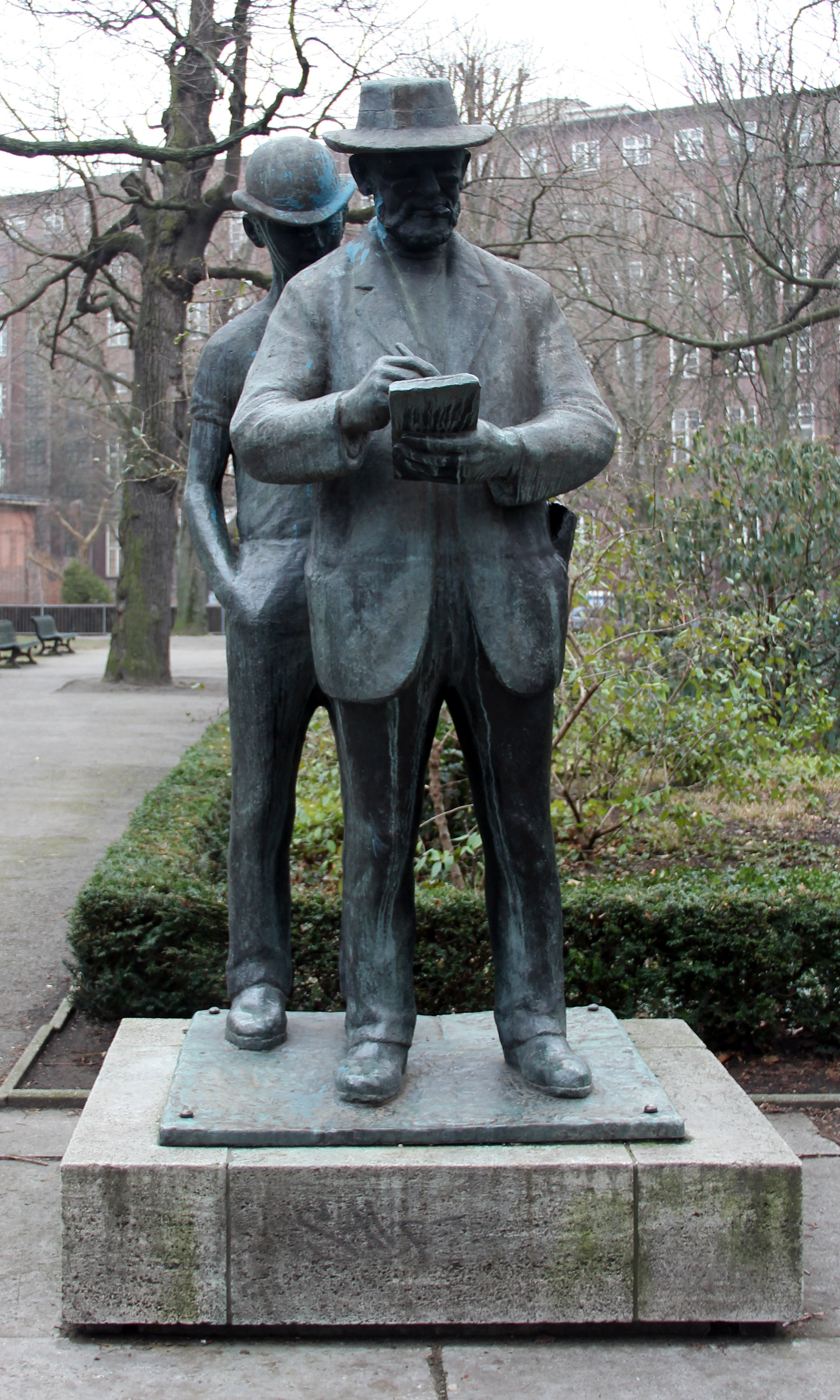
Heinrich Zille (1965) Berlin-Mitte
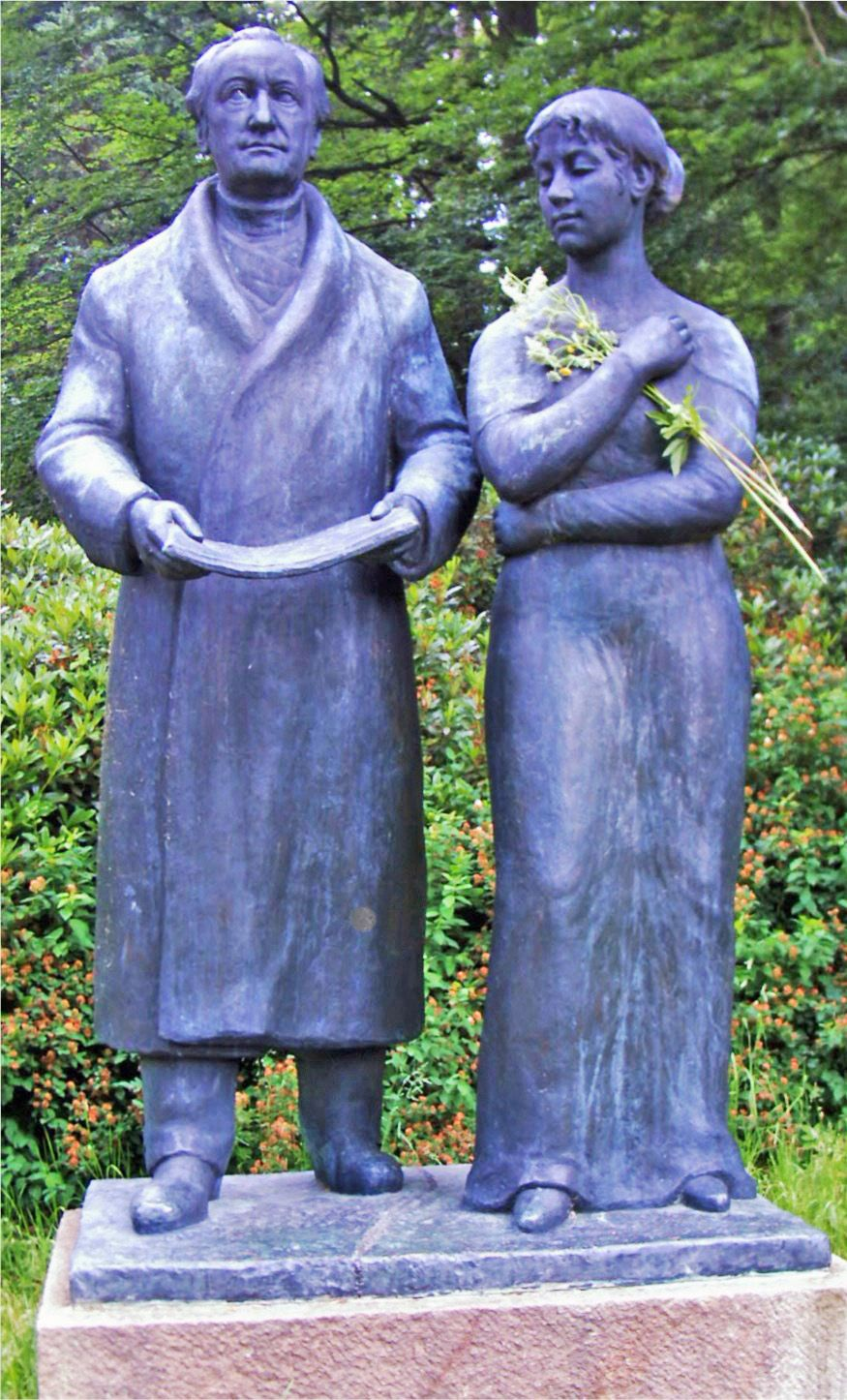
Goethe und die Muse (1975) Lauchhammer